# Eugen Terttula
Eugen Johannes Terttula (till 1936 Teder), född 5 juni 1926 i Nykyrka, död 25 februari 1988 i Helsingfors, var en finländsk teaterchef och regissör. 
Efter universitetsstudier och några år som teater- och filmkritiker var Terttula 1953–1957 dramaturg och regissör vid Finlands Rundradio, 1958–1959 regissör vid Intimiteatteri och 1959–1965 vid Tammerfors arbetarteater; 1965–1968 var han chef för sistnämnda teater. Han var 1968–1974 konstnärlig ledare vid Helsingfors stadsteater, frilansregissör 1974–1977 och blev 1977 regissör vid Finlands nationalteater. Han regisserade pjäser av främst Bertolt Brecht, bland annat i Tammerfors och på Helsingfors stadsteater. Till hans främsta regier hör Den kaukasiska kritcirkeln, Den goda människan från Sezuan och Heliga Johanna från slakthusen. 
Terttula skötte även regiuppgifter vid andra teatrar. På Svenska Teatern bearbetade han skickligt Runar Schildts Lyckoriddaren och gav pjäsen tidsfärg genom att lokalisera miljön till Hotell Kämp; den fick följaktligen heta Intermezzo på Kämp. Ödön von Horváths Geschichten aus dem Wienerwald blev en roande studie i svart humor med ypperliga rolltolkningar. På Wasa Teater satte han upp Hella Wuolijokis Juurakon Hulda. Terttula dramatiserade Johannes Linnankoskis Sången om den eldröda blomman och Väinö Linnas Täällä pohjantähden alla I–II i samarbete med författaren själv. Han tilldelades Pro Finlandia-medaljen 1973.